# Płyta Rivera

Płyta kokosowa zaznaczona na niebiesko

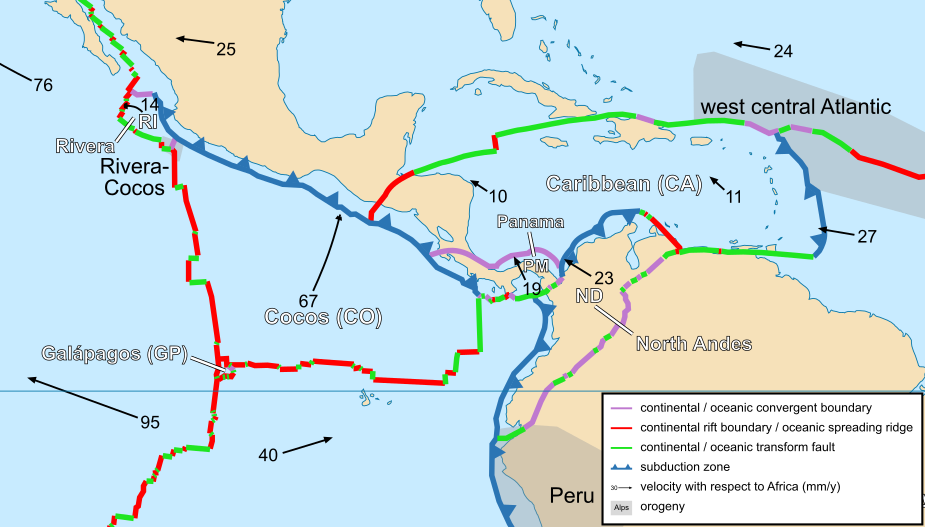
Płyta kokosowa, płyta karaibska i płyta Rivera

Płyta Rivera (ang. Rivera Plate) − niewielka płyta tektoniczna (mikropłyta), położona między płytą północnoamerykańską na północy, płytą kokosową na wschodzie i płytą pacyficzną na południu i zachodzie.
Zdaniem większości autorów jest częścią płyty kokosowej.